# Otto Heinrich (Pfalz-Sulzbach)
Otto Heinrich von Pfalz-Sulzbach (* 22. Juli 1556 in Amberg; † 29. August 1604 in Sulzbach), auch Ottheinrich II., war Herzog und Pfalzgraf von Sulzbach.

## Leben
Otto Heinrich war der dritte Sohn des Herzogs und Pfalzgrafen Wolfgang von Zweibrücken (1526–1569) aus dessen Ehe mit Anna (1529–1591), Tochter des Landgrafen Philipp I. von Hessen. In seiner Jugend lebte Otto Heinrich fünf Jahre am dänischen Hof, wo er ein enger Freund König Friedrich II. von Dänemark wurde.
Wolfgang gab das Herzogtum Sulzbach nach seinem letzten  Willen seinem Sohn Otto Heinrich. Zunächst für 12 Jahre unter Vormundschaft seines älteren Bruders Philipp Ludwig, residierte dieser ab 1582 auf der Burg Sulzbach, die er durch den Architekten Adam Schwarz umfassend erneuern ließ. In seinem Land kümmerte sich Otto Heinrich gewissenhaft um die Landesverwaltung, gründete Pfarreien, Schulen und eine öffentliche Bibliothek.
Otto Heinrich starb 1604 ohne männlichen Erben. Sulzbach fiel zurück an seinen ältesten Bruder, den zwischenzeitlichen Begründer der neueren Neuburger Linie Philipp Ludwig.

## Ehe und Nachkommen
Am 25. November 1582 heiratete er in Stuttgart Maria Dorothea von Württemberg (1559–1639), Tochter des Herzogs Christoph von Württemberg, mit der er folgende Kinder hatte: 
- Ludwig (*/† 1584)
- Anna Elisabeth (*/† 1585)
- Georg Friedrich (*/† 1587)
- Dorothea Sophie (1588–1607)
- Sabine (1589–1645)

⚭ 1625 Freiherr Georg von Wartenberg († 1632)
- Otto Georg (*/† 1590)
- Susanna (1591–1667)

⚭ 1613 Pfalzgraf Georg Johann II. von Lützelstein (1586–1654)
- Marie Elisabeth (1593–1594)
- Anna Sibylle (*/† 1594)
- Anna Sophia (1595–1596)
- Magdalena Sabine (1595–1596)
- Dorothea Ursula (1597–1598)
- Friedrich Christian (*/† 1600)